# 消費経済学
樋口一清が「消費経済学は、消費や消費者問題に関する経済学、あるいは消費者の視点に立った経済学を指す言葉」としたもの。
樋口によると「①消費者の立場に立って、消費者問題、消費者行政を扱うもの、②家政学的な視点に立つもの、③政府部門や企業部門の分析に対して、消費行動や家計などの経済分析を行うもの」であり、「その拠って立つ学問的背景によって、いくつかの異なる研究領域が存在する。」としている。

## 関連する学問分野
- 経済学
- 消費者行政
- 消費者教育
- 消費者法
- 消費者問題
- 消費者政策
- 家政学
- 生活経済学
- サステナビリティ
- 消費者行動論